# テレスポル
テレスポル（ポーランド語: Terespol [tɛˈrɛspɔl]）は、ポーランド東部の町。ベラルーシとの国境に近く、ブク川を挟んだ対岸は同国のブレストである。人口は5794人（2014年）。

## 概要
ルブリン県ビャワ・ポドラスカ郡に位置する（1999年の行政再編以降。それ以前はビャワ・ポドラスカ県）。ベラルーシとの国境でベルリンからワルシャワ、ミンスク、モスクワに至るE30号線が通るため、交通の往来が激しい。北西のククリキもブレストに通ずる要衝である。
かつてブレスト要塞の一部を成した砦の廃墟がいくつか見られる。
ノーベル文学賞作家のアイザック・バシェヴィス・シンガーの小説“The Family Moskat”（1950年）では、東欧の典型的な田舎町として描かれている。若き主人公のヘシェル・バネットはテレスポルの生まれで、進学のためワルシャワに上京する。

## 姉妹都市
- ブレスト（ベラルーシ）[1]

## ギャラリー

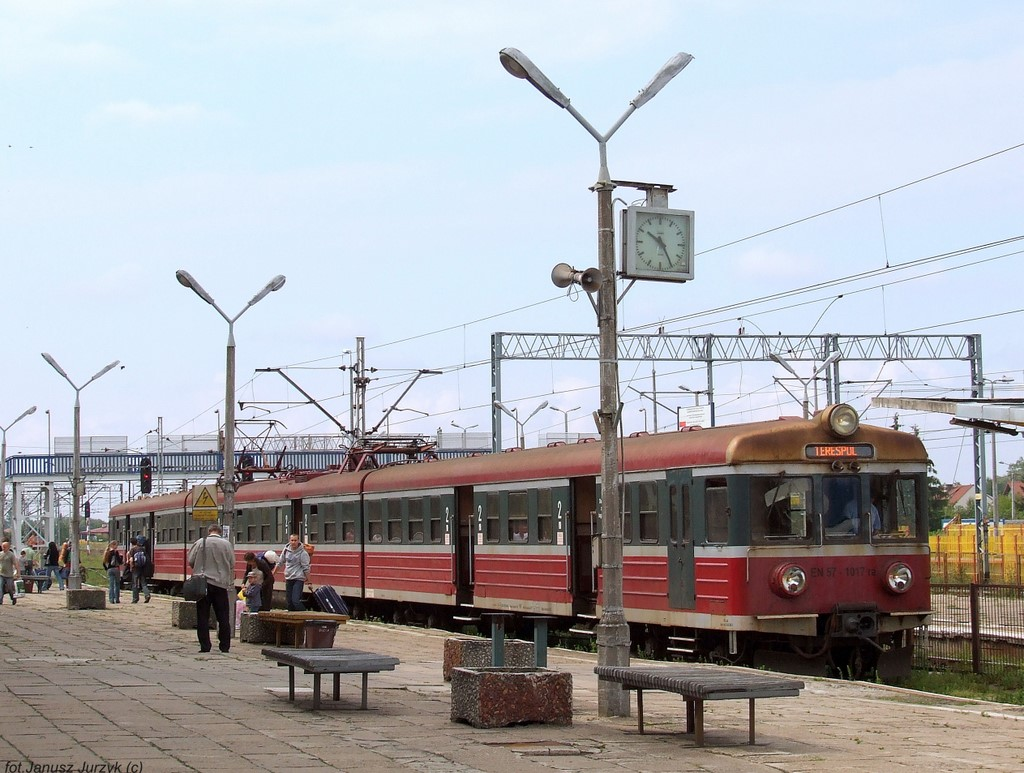
鉄道
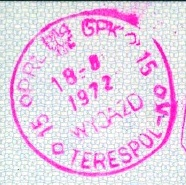
社会主義体制下、テレスポルからブレストへの出国スタンプ